# 松端站
松端站（韓語：송단역）是朝鮮民主主義人民共和國咸鏡南道利原郡的一個鐵路車站，属于平罗线。

## 邻近车站
平罗线
鹽盆站 - 松端站 - 利原站